# International Bartenders Association

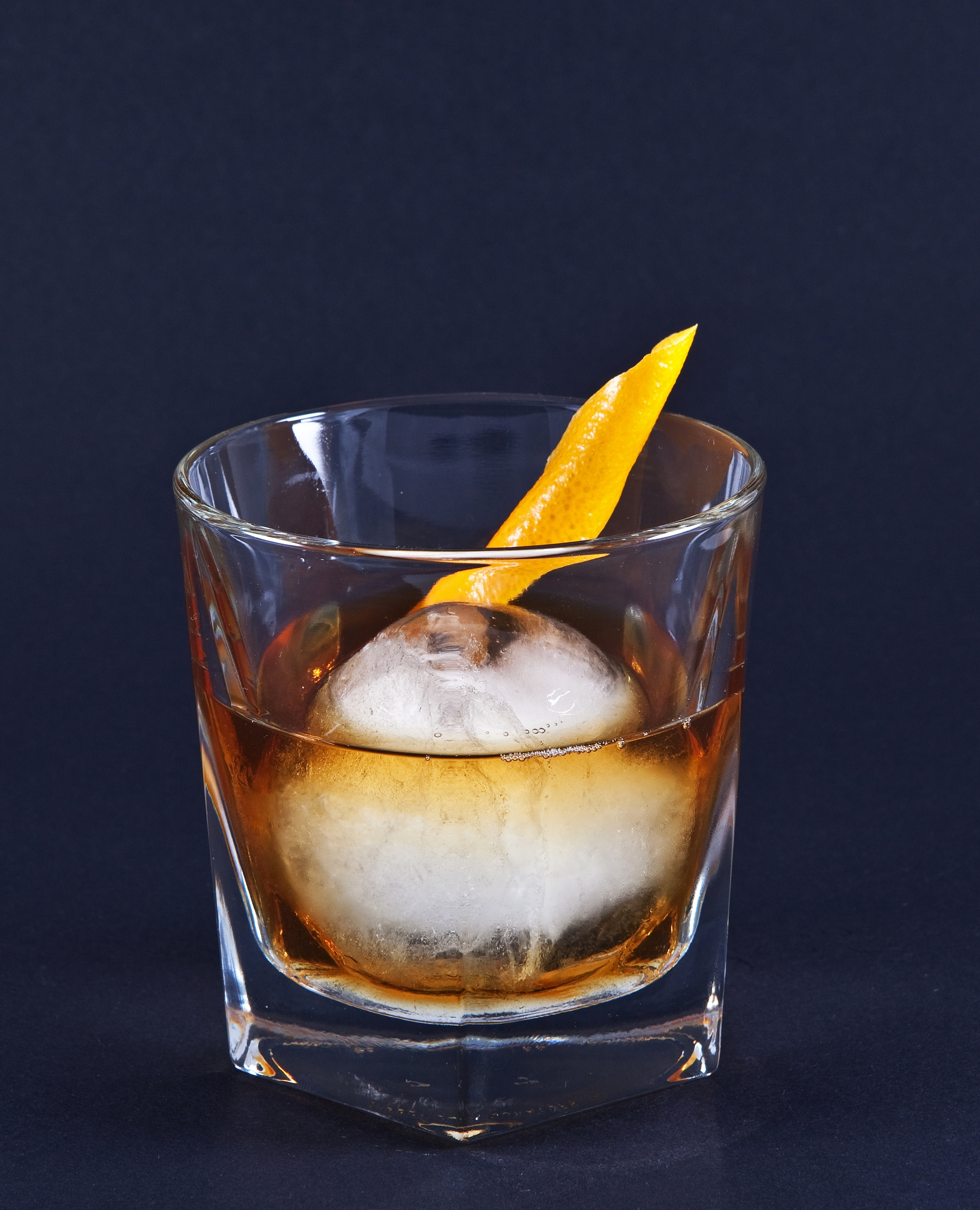
Der Old Fashioned ist ein offizieller IBA-Cocktail in der Kategorie „Unforgettables“

Die International Bartenders Association (I.B.A., auch IBA) ist eine internationale Dachorganisation verschiedener nationaler Berufsverbände von Barkeepern. Über die jeweiligen nationalen Verbände sind weltweit etwa 40.000 Barkeeper in der I.B.A. organisiert.

## Zweck
Zweck der Vereinigung ist der Erfahrungsaustausch, die Wissensvermittlung auf internationaler Ebene und die Ausrichtung von Mixwettbewerben wie die Cocktail-Weltmeisterschaften („World Cocktail Competitions“) nach einheitlichen „I.B.A.-Regeln“, welche meist auch für die Wettbewerbe in den Mitgliedsverbänden gelten. In Seminaren (sogenannten „Training Centers“) werden Aus- und Weiterbildungsmöglichkeiten angeboten.
Die Vereinigung  bemüht sich auch um internationale Standards in der Zubereitung von Cocktails und führt eine Liste mit offiziellen Rezepten (Offizielle IBA-Cocktails).

## Geschichte
Die IBA wurde am 24. Februar 1951 im Saloon des Grand Hotel von Torquay (England) durch die Vertreter von sieben europäischen Barkeeper-Vereinigungen, darunter der Swiss Barkeeper Union (SBU), gegründet. Zum ersten Präsidenten wurde W. J. Bill Tarling, der damalige Vertreter der United Kingdom Bartender Guild (U.K.B.G.), gewählt. Die Deutsche Barkeeper-Union (DBU, vormals IBU) wurde 1953 als neuntes Mitglied aufgenommen, 1957 folgte die Österreichische Barkeeper Union (Ö.B.U.).
Formal war die I.B.A. zunächst in keinem Land offiziell eingetragen. Eine Registrierung in Singapur erfolgte erst 2006 unter dem seit 2005 amtierenden Präsidenten Derrick Lee. Die 35. Cocktail-Weltmeisterschaften wurden im August 2009 in Berlin ausgetragen.
Im Februar 2018 beschloss die DBU ihren Austritt aus dem internationalen Dachverband zum Jahresende.

## Mitglieder
Nur unabhängige Berufsverbände von Barkeepern können sich um eine Aufnahme in die I.B.A. bewerben (sog. Guild Membership). So verbietet die Satzung ausdrücklich die Aufnahme von Vereinigungen, die mit einer Gewerkschaft verbunden oder bereits Mitglied anderer internationaler Barkeeper-Vereinigungen sind. Einzelpersonen können lediglich die Ehrenmitgliedschaft (Honorary Membership) erlangen, die ebenso wie die Associate Membership nicht mit einem Stimmrecht verbunden ist. Associate Members sind unter anderem Spirituosenhersteller, die bei der Gründung eine wichtige Rolle spielten,:28 seit jeher maßgeblich zur Finanzierung der I.B.A. beitragen und die Aktivitäten des Verbands maßgeblich prägen und beeinflussen. Die Satzung sieht ausdrücklich eine enge Zusammenarbeit mit der Spirituosenindustrie vor.
2008 waren 52 Länder mit nationalen Verbänden in der IBA vertreten, 2016 waren es 61 sowie zwei Kandidaten.
Die folgende Liste verzeichnet sowohl aktuelle wie auch ehemalige Mitglieder (Stand: 2016). (Hinweis: Ein „?“ in der Spalte Aufnahme deutet auf eine Aufnahme nach 2008 und vor 2016)
| Land                    | Aufnahme   | Aktueller Name des nationalen Verbands                                                               | Bemerkungen |
| ----------------------- | ---------- | --- | --- |
| Argentinien             | 1956       | Asociación Mutual de Barmen y Afines (A.M.B.A.)                                                      | |
| Armenien                | 2005       | Armenian Bartenders’ Association (AR.B.A.)                                                           | |
| Australien              | 1966       | Australian Bartenders Guild (ABG)                                                                    | |
| Belgien                 | 1961       | Union of Belgium’s Bartenders (UBB, vormals Union of Belgium Barmen)                                 | |
| Belgien, Luxemburg      | 1957       | B.L.B.U.                                                                                             | Aufnahme als gemeinsamer Verband, später ersetzt durch nationale Verbände.                                                            |
| Brasilien               | 1972       | Associação Brasileira de Bartenders (ABB)                                                            | |
| Bulgarien               | 2000       | Българска Асоциация на Барманите / Bulgarian Associations of Bartenders (BAB)                        | |
| Chile                   | ?          | Associación Central de Bartenders de Chile (ACEBACH)                                                 | gegründet 2004 |
| Volksrepublik China     | ?          | Association of Bartenders China (ABC)                                                                | |
| Dänemark                | 1951       | Dansk Bartender Laug (DBL)                                                                           | Gründungsmitglied |
| Deutschland             | 1953       | Deutsche Barkeeper-Union e. V. (DBU)                                                                 | Austritt 2018 |
| Dominikanische Republik | ?          | Union Nacional de Bartenders (UNABAR)                                                                | |
| Ecuador                 | ?          | Associación de Bartenders de la República del Ecuador (ABEC)                                         | |
| Estland                 | 1999       | Eesti Baarmenide Assotsiatsioon (EBA) / Estonian Bartenders Association                              | |
| Finnland                | 1954       | Suomen Baarimestarien Ja Kannattajien Kerho Ry / Finland's Bartender and Supporter's Club (F.B.S.K.) | |
| Frankreich              | 1951       | L’Association des Barmen de France (A.B.F.)                                                          | Gründungsmitglied (bis 1965: G.A.B.F.)                                                                                                |
| Georgien                | 1951       | Georgian Barman Association (G.B.A.)                                                                 | gegr. 2002, Kandidat für Mitgliedschaft (2016)                                                                                        |
| Griechenland            | 1993       | Hellenic Barmen Association (HBA)                                                                    | |
| Großbritannien          | 1951       | United Kingdom Bartenders' Guild (UKBG)                                                              | Gründungsmitglied |
| Hongkong                | 1987       | Hong Kong Bartenders’ Association (H.K.B.A.)                                                         | |
| Irland                  | 1972       | Bartenders’ Association of Ireland (BAI)                                                             | |
| Island                  | 1963       | Barþjónaklúbbur Íslands / Bartenders Club Island (B.C.I.)                                            | |
| Israel                  | 2003       | Israel Guild of Bartenders (I.G.B.S.)                                                                | |
| Italien                 | 1951       | Associazione Italiana Barmen e Sostenitori (A.I.B.E.S.)                                              | Gründungsmitglied |
| Japan                   | 1959       | Nippon Bartenders Association (N.B.A.)                                                               | bis 1987: A.N.B.A. |
| Kanada                  | 1968       | Bartenders' Association of Canada (B.A.C.)                                                           | 2016 nicht mehr als Mitglied geführt. Die 2009 gegründete canadian professional bartenders association (cpba) ist nicht IBA-Mitglied. |
| Kolumbien               | ?          | Associación Colombiana De Bartenders (ACBAR)                                                         | |
| Kroatien                | 1997       | Hrvatska Udruga Barmena (HUB)                                                                        | |
| Kuba                    | 2002       | Asociacion de Cantineros de Cuba (A.C.C.)                                                            | |
| Lettland                | 1999       | Latvia Bartenders Federation (LBF)                                                                   | |
| Luxemburg               | 1954, 1985 | Association Luxembourgeoise des Barmen (A.L.B.)                                                      | 1954–1977: Mitgliedschaft der L.B.U., 1985 Aufnahme der neu gegründeten A.L.B.                                                        |
| Macau                   | ?          | União de Bartenders e Cocktails de Macau / Union of Bartenders & Cocktails of Macau (UBCM)           | |
| Nordmazedonien          | ?          | Association of Bartenders of Macedonia (ABM)                                                         | |
| Malta                   | 1975       | Maltese Bartenders Association (M.B.A.)                                                              | bis 1976: Maltese Bartenders Guild (M.B.G.)                                                                                           |
| Malta                   | ?          | Association Barmen de Mexico (BAM)                                                                   | |
| Montenegro              | 2002       | Bartenders Association of Montenegro (UBCG)                                                          | |
| Neuseeland              | 1995       | New Zealand Bartenders Guild (N.Z.B.G.)                                                              | |
| Nicaragua               | ?          | Camara Nicaraguense de Bartenders (CNB)                                                              | Kandidat für Mitgliedschaft (2016) |
| Niederlande             | 1951       | Nederlandse Bartenders Club (NBC)                                                                    | Gründungsmitglied |
| Norwegen                | 1952       | Norsk Bartender Forening (NBF)                                                                       | bis 1962 O.B.C. |
| Österreich              | 1957       | Österreichische Barkeeper Union (Ö.B.U.)                                                             | |
| Peru                    | 1989       | Asociación Peruana de Barmen (A.P.B.)                                                                | ruht 2005/2006, 2016 nicht mehr als Mitglied geführt.                                                                                 |
| Philippinen             | 1998       | Philippines Bartenders League (P.B.L.)                                                               | |
| Polen                   | 1994       | Stowarzyszenie Polskich Barmanów / Polish Barteners Association (SPB-PBA)                            | |
| Portugal                | 1971       | Associação Barmen de Portugal (A.B.P.)                                                               | bis 1975: C.B.P. |
| Puerto Rico             | 1992       | Asociación de Bartenders de Puerto Rico (P.R.B.A.)                                                   | |
| Rumänien                | ?          | Asociația Barmanilor Profesioniști Din România (ABPR)                                                | |
| Russland                | 1997       | Барменская Ассоциация России (Б.А.Р.) / Bartenders Association Russia (B.A.R.)                       | |
| Schweden                | 1951       | Sveriges Bartenders Gille / Swedish Bartenders Guild (SBG)                                           | Gründungsmitglied |
| Schweiz                 | 1951       | Swiss Barkeeper Union (SBU)                                                                          | Gründungsmitglied |
| Serbien                 | 2003       | Udruženje barmena Srbije / Barmen Association Serbia (B.A.S.)                                        | |
| Singapur                | 1987       | Association of Bartenders & Sommeliers Singapore (A.B.S.S.)                                          | |
| Südkorea                | ?          | Korea Bartender Guild (KBG)                                                                          | |
| Slowakei                | 1997       | Slovak Republic Bartenders Association (S.K.B.A.)                                                    | 1990 war bereits die C.S.V.T.S. (ehem. Tschechoslowakei) beigetreten                                                                  |
| Slowenien               | 1967       | Društvo barmanov Slovenije (DBS)                                                                     | 1967–1978: S.B.Y. (Jugoslawien) |
| Spanien                 | 1964       | Asociación de Barmans Españoles (A.B.E.)                                                             | |
| Südafrika               | 2002       | South African Bartenders Association (SABA)                                                          | |
| Taiwan                  | 1995       | Bartender Association of Taiwan (B.A.T.)                                                             | |
| Tschechien              | 1990       | Czech bartenders association (C.B.A.)                                                                | bis 1993: C.S.V.T.S. (Tschechoslowakei)                                                                                               |
| Türkei                  | 1995       | Türkiye Barmenler Derneği (TBD) / Turkish Bartenders Association (T.B.A.)                            | |
| Ukraine                 | 2006       | All-Ukrainian Bartenders’ Association (AUBA)                                                         | |
| Ungarn                  | 1979       | Magyar Bármixer Unió (MBU) / Section of Barmen in Hungary (S.B.H.)                                   | |
| Uruguay                 | 1956, 1993 | Asociación Uruguaya de Barmen (A.UdeB./AUDEB)                                                        | Mitgliedschaft 1956–1960, Aufnahme der neu gegründeten AUDEB 1993                                                                     |
| Venezuela               | 1959       | Asociación de Bartenders de Venezuela (A.B.V.)                                                       | |
| Vereinigte Staaten      | 1961       | United States Bartenders' Guild (U.S.B.G.)                                                           | bis 1970 U.S.B.G.-U.S.A., seit 1984 U.S.B.A., seit 1991 U.S.B.G.                                                                      |
| Vietnam                 | ?          | Saigon Bartenders Association – Vietnam (SBA)                                                        | bis 1970 U.S.B.G.-U.S.A., seit 1984 U.S.B.A., seit 1991 U.S.B.G.                                                                      |
| Zypern                  | 2006       | Cypriot Barmen Association (Cy.B.A.)                                                                 | |

## Offizielle IBA-Cocktails
Die Vereinigung führt eine Liste von Official IBA Cocktails. Überwiegend handelt es sich um Klassiker, die als international anerkannt gelten und die weltweit in Bars zu bekommen sind. Ende 2011 wurde die Liste vollständig überarbeitet und erweitert. Dabei wurden Rezepturen zum Teil verändert; beispielsweise ist der Martini nur noch in der klassischen Zubereitung entsprechend mit Gin gegenüber früher wahlweise Gin oder Wodka aufgeführt. Kaum verbreitete oder nicht mehr als zeitgemäß empfundene Drinks wurden gestrichen, darunter die Amaretto-Cocktails God Father, God Mother und French Connection, der Orgasmus und der B52, die 1990er-Jahre-Drinks Apple Martini und Cosmopolitan, aber auch die Caipirinha und die (klassische) Margarita; wobei einige der zunächst gelöschten Drinks zwischenzeitlich wieder in der Liste erscheinen.
Erweitert wurde die Liste zudem um zahlreiche bewährte oder wiederentdeckte, sämtlich über 50 Jahre alte Klassiker wie Aviation, Clover Club, Sidecar, Mint Julep, Moscow Mule, Sazerac und White Lady sowie um zeitgenössische Drinks wie Bramble, Dark ’n’ Stormy, Spritz Veneziano und Tommy's Margarita.

### Offizielle IBA-Cocktails seit Ende 2011
Die Official IBA Cocktails gliedern sich in drei Gruppen:

#### The Unforgettables(„Die Unvergesslichen“)

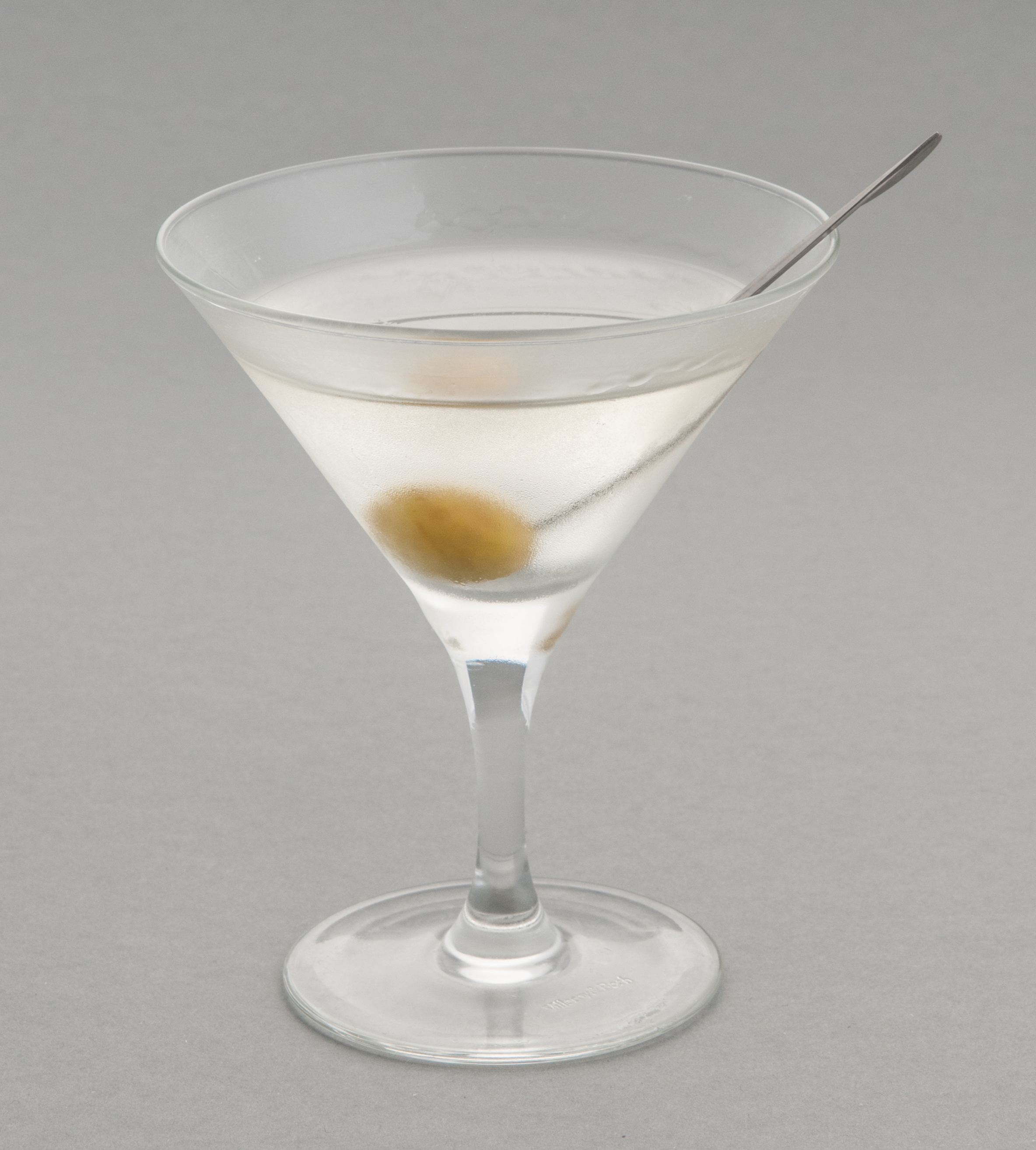
Der Martini ist ein weithin bekannter Cocktail.

| - Alexander - Americano - Angel Face - Aviation - Between the Sheets - Boulevardier - Brandy Crusta - Casino - Clover Club | - Daiquiri - Dry Martini - Gin Fizz - Hanky Panky - John Collins - Last Word - Manhattan - Martinez - Mary Pickford | - Monkey Gland - Negroni - Old Fashioned - Paradise - Planter’s Punch - Porto Flip - Ramos Fizz - Rusty Nail - Sazerac | - Sidecar - Stinger - Tuxedo - Vieux Carré - Whiskey Sour - White Lady |

#### Contemporary Classics(„Zeitgenössische Klassiker“)

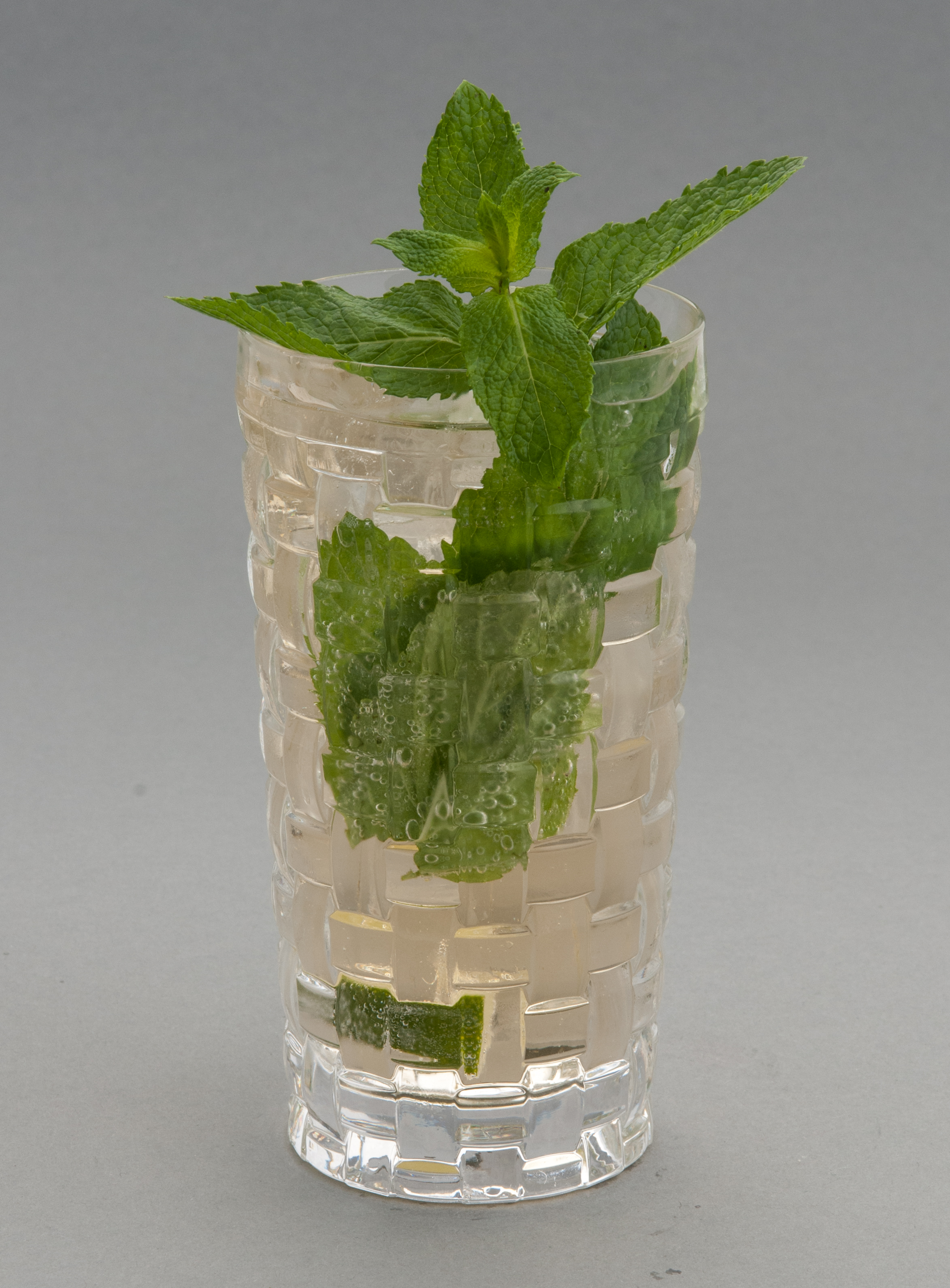
Ein Mojito

| - Bellini - Black Russian - Bloody Mary - Caipirinha - Champagne Cocktail - Corpse Reviver - Cosmopolitan - Cuba Libre | - French 75 - French Connection - Golden Dream - Grasshopper - Hemingway Special - Horse’s Neck - Irish Coffee - Kir | - Long Island Iced Tea - Mai-Tai - Margarita - Mimosa - Mint Julep - Mojito - Moscow Mule - Piña Colada | - Pisco Sour - Sea Breeze - Sex On The Beach - Singapore Sling - Tequila Sunrise - Vesper - Zombie |

#### New Era Drinks(etwa: „Neue Drinks der Gegenwart“)
| - Barracuda - Bee's Knees - Bramble - Canchánchara - Dark ’n’ Stormy - Espresso Martini - Fernandito | - French Martini - Illegal - Lemon Drop Martini - Naked and Famous - New York Sour - Old Cuban - Paloma | - Paper Plane - Penicillin - Russian Spring Punch - Southside - Spicy Fifty - Spritz - Suffering Bastard | - Tipperary - Tommy’s Margarita - Trinidad Sour - Ve.n.to - Yellow Bird |

### Offizielle IBA-Cocktails bis 2011
Bis Herbst 2011 umfasste die Liste der offiziellen IBA-Cocktails folgende Mixdrinks in fünf Kategorien (hier nur verlinkt, soweit nicht bereits in der aktuellen Liste im vorherigen Abschnitt enthalten):
- Before-Dinner Cocktails: Americano, Bacardi-Cocktail, Daiquiri, Frozen Daiquiri, Banana Daiquiri, Bronx, Kir, Kir Royal, Manhattan, Manhattan Dry, Manhattan Medium, Margarita, Martini (Dry), Martini (Perfect), Martini (Sweet), Martini (Vodka), Gibson, Negroni, Old Fashioned, Paradise, Rob Roy, Rose, Whiskey Sour.
- After-Dinner Cocktails: Alexander, Black Russian, White Russian, French Connection, God Father, God Mother, Golden Cadillac, Golden Dream, Grasshopper, Porto Flip, Rusty Nail.
- Long Drinks: Bellini, Bloody Mary, Brandy Egg Nog, Buck’s Fizz, Mimosa, Bull Shot, Champagne Cocktail, John Collins, Gin Fizz, Harvey Wallbanger, Horse’s Neck, Irish Coffee, Piña Colada, Planter's Punch, Screwdriver, Singapore Sling, Tequila Sunrise.
- Popular Cocktails (gängige/beliebte Cocktails): Caipirinha, Cosmopolitan, Japanese Slipper, Kamikaze, Long Island Iced Tea, Mai-Tai, Mojito, Orgasmus, B52, Salty Dog, Sea-Breeze, Cuba Libre, Sex On The Beach, Apple Martini.
- Special Cocktail (Besonderer Cocktail): Ladyboy.